# Szudán az 1984. évi nyári olimpiai játékokon
Szudán az egyesült államokbeli Los Angelesben megrendezett 1984. évi nyári olimpiai játékok egyik részt vevő nemzete volt. Az országot az olimpián 2 sportágban 7 sportoló képviselte, akik érmet nem szereztek.

## Atlétika
Férfi
| Versenyző         | Versenyszám | Előfutam      | Előfutam      | Előfutam      | Negyeddöntő | Negyeddöntő | Negyeddöntő | Elődöntő | Elődöntő | Elődöntő | Döntő    | Döntő    |
| Versenyző         | Versenyszám | Idő           | Hely.         | Össz.         | Idő         | Hely.       | Össz.       | Idő      | Hely.    | Össz.    | Idő      | Helyezés |
| ----------------- | ----------- | ------------- | ------------- | ------------- | ----------- | ----------- | ----------- | -------- | -------- | -------- | -------- | -------- |
| Hassan El-Kashief | 400 m       | nem ért célba | nem ért célba | nem ért célba | kiesett     | kiesett     | kiesett     | kiesett  | kiesett  | kiesett  | kiesett  | kiesett  |
| Omer Khalifa      | 800 m       | 1:45,81       | 2.            | 3.            | 1:46,33     | 2.          | 18.         | 1:44,87  | 5.       | 5.       | kiesett  | kiesett  |
| Omer Khalifa      | 1500 m      | 3:38,93       | 2.            | 6.            |             |             |             | 3:36,76  | 5.       | 12.      | 3:37,11  | 8.       |
| Ahmed Musa Jouda  | 5000 m      | 13:59,41      | 9.            | 34.           |             |             |             | kiesett  | kiesett  | kiesett  | kiesett  | kiesett  |
| Ahmed Musa Jouda  | 10 000 m    | 28:20,36      | 8.            | 8.            |             |             |             |          |          |          | 28:29,43 | 10.      |

## Ökölvívás
| Versenyző        | Versenyszám   | Selejtező                            | 32-es főtábla                    | Nyolcaddöntő      | Negyeddöntő       | Elődöntő          | Döntő             | Helyezés |
| Versenyző        | Versenyszám   | Ellenfél Eredmény                    | Ellenfél Eredmény                | Ellenfél Eredmény | Ellenfél Eredmény | Ellenfél Eredmény | Ellenfél Eredmény | Helyezés |
| ---------------- | ------------- | ------------------------------------ | -------------------------------- | ----------------- | ----------------- | ----------------- | ----------------- | -------- |
| Alego Akomi      | Papírsúly     |                                      | John Lyon (GBR) · 0:5            | kiesett           | kiesett           | kiesett           | kiesett           | 17.      |
| Tobi Pelly       | Pehelysúly    | Paul Fitzgerald (IRL) · 0:5          | kiesett                          | kiesett           | kiesett           | kiesett           | kiesett           | 33.      |
| Abock Shoak      | Váltósúly     | An Jongszu (An Yeong-Su) (KOR) · 0:5 | kiesett                          | kiesett           | kiesett           | kiesett           | kiesett           | 33.      |
| Augustino Marial | Nagyváltósúly | Fletcher Kapito (MAW) · 3:2          | An Dalho (An Dal-Ho) (KOR) · 0:5 | kiesett           | kiesett           | kiesett           | kiesett           | 17.      |